# Helibrás
La Helibrás, Helicópteros do Brasil S/A (en español: Helicópteros del Brasil SA) es una empresa brasileña dedicada a la fabricación de helicópteros y subsidiaria del grupo Airbus Helicopters.

## Historia
La Helibrás nació a finales de la década de 1970 (1978), en la ciudad de Itajubá, estado de Minas Gerais, convirtiéndose en el primer fabricante de helicópteros en América Latina. 
La distribución de su cuota accionaria, de acuerdo con el sitio web de Eurocopter, es la siguiente: 
- 76,52% Airbus Helicopters
- 12,45% Gobierno del estado de Minas Gerais
- 10,97% BuenInvest
- 0,05% SACS

El actual presidente de la empresa es el Sr. Jean-Noel Hardy. 
Sus modelos de uso civil y militar, se reúnen bajo licencia de Eurocopter.

## Modelos

### Uso civil

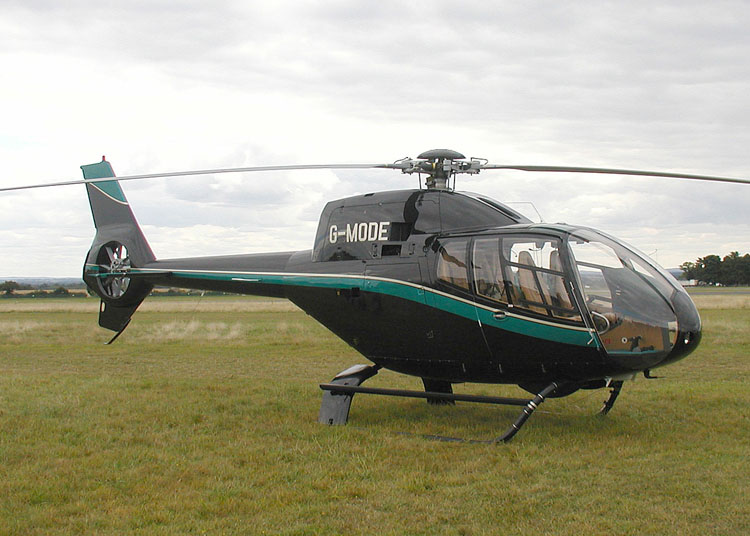
Modelo Colibri.

- EC 120 Colibri - Se trata de un único helicóptero ligero, con una capacidad de 4 pasajeros (además del piloto).
- AS 350 B2 Esquilo (Ardilla) - es un helicóptero ligero monoturbina para 5/6 pasajeros (aparte del piloto), basado en el diseño del originalmente francés Eurocopter AS 350 Ecureuil.
- AS 350 B3 - Versión de alto rendimiento del AS 350 B2 Esquilo/Écureuil, optimizada para condiciones extremas de funcionamiento.
- EC 130 B4 - Es un monoturbina ligero, ultra silencioso y espacioso.
- AS 355 NP - Es la versión biturbina del Esquilo.
- EC 135 - Biturbina ligero y multifuncional.
- EC 145 - Biturbina capaz de transportar hasta 10 personas.
- AS 365 N3 - Es un helicóptero civil medio, biturbina multifunción.
- EC 155 - Biturbina cabina amplia y con un rotor principal de cinco aspas o palas.
- AS 332 L1 - Super Puma - Biturbina medio de uso civil.

### Uso Militar

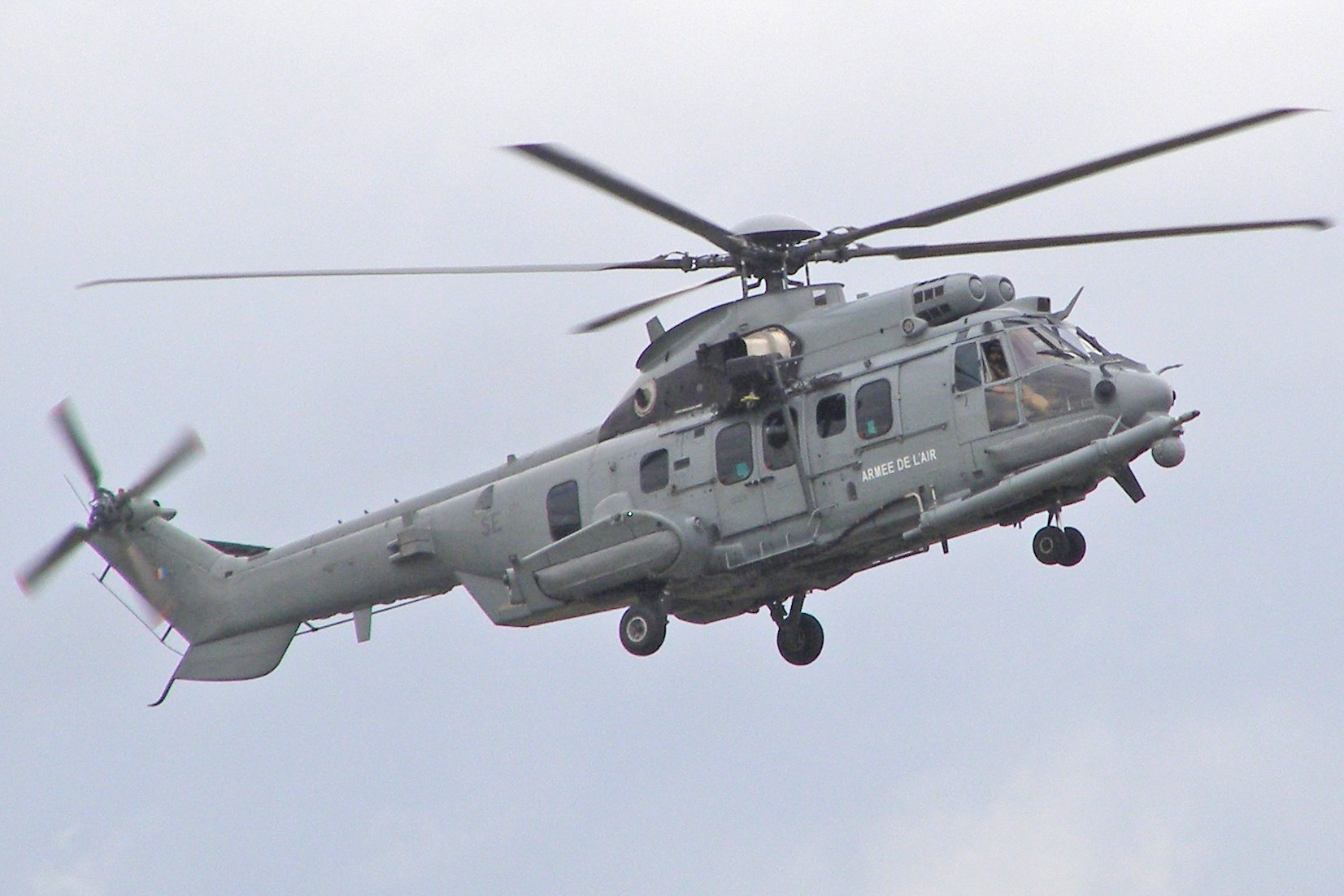
Modelo Super Cougar.

- EC 120 B - Helicóptero monomotor liviano.
- COMO 550 C3 - Versión de combate del Fennec monoturbina.
- EC 130 B4 - Nuevo helicóptero monoturbina, ligero y con una capacidad de 7-8 plazas.
- AS 555 SN - Versión naval del "Fennec biturbina".
- EC 635 - Versión militar del EC 135.
- Panther AS 565 UB / MB - Helicóptero medio, biturbina y multi-misión.
- Cougar AS 532 AL - Esta es la versión "extendida" de la familia Puma (también conocida como Cougar en el mercado angloparlante). El helicóptero puede transportar 25 soldados o 6 heridos en camillas, más 10 pasajeros.
- EC 725 - Helicóptero biturbina semi-pesado, con una masa máxima de despegue del orden de las 11 toneladas.
- Tigre HAP/HCP - Aeronave de combate aire-aire y de fuego de apoyo, helicóptero de peso medio -6 toneladas- con 2 motores MTR 390.
- NH90 - Biturbina de la clase de 9 toneladas en el caso de transporte táctico y misiones navales.